# Hugo von Pannwitz
Hugo Eduard von Pannwitz (* 27. September 1820 in Marienwerder; † 9. März 1892 in Ohlau) war ein preußischer Generalmajor.

## Leben

### Herkunft
Hugo war ein Sohn des preußischen Oberforstmeister Julius von Pannwitz (1788–1867) und dessen Ehefrau Luise, geborene Freiin von Glaubitz (1793–1857), eine Tochter des Generalmajors Johann Sigismund von Glaubitz.

### Militärkarriere
Nach dem Besuch der Jacobschule in Danzig sowie der Gymnasien in Marienwerder und Oppeln trat Pannwitz am 1. April 1838 als Musketier in das 22. Infanterie-Regiment der Preußischen Armee ein. Mit der Beförderung zum Sekondeleutnant erfolgte am 8. Juni 1841 seine Versetzung in das 38. Infanterie-Regiment (6. Reserve-Regiment) nach Glatz. Ab April 1845 war er für ein Jahr zum 6. kombinierten Reserve-Bataillon kommandiert. Während der Septemberrevolution nahm Pannwitz 1848 an den Barrikadenkämpfen in Frankfurt am Main teil und erhielt dafür den Roten Adlerorden IV. Klasse mit Schwertern. Von Januar bis Mitte Juni 1849 war er zu Ausbildungszwecken zur Gewehrfabrik nach Saarn kommandiert und nahm im Anschluss während der Niederschlagung der Badischen Revolution bei der 1. Kompanie am Gefecht bei Sinsheim teil. Er wurde dabei schwer verwundet und mit dem Ritterkreuz des Ordens vom Zähringer Löwen ausgezeichnet. Nach einem Lazarettaufenthalt in Heidelberg nahm Pannwitz am Krieg gegen Dänemark teil.
Von Mai 1850 bis September 1854 war er Adjutant des Landwehr-Bataillons seines Regiments und avancierte Mitte Dezember 1853 zum Premierleutnant. Es folgte von Dezember 1855 bis Juni 1856 seine Kommandierung zur Gewehrabnahmekommission in Breslau. Am 19. Dezember 1857 zum Hauptmann befördert, wurde Pannwitz am 28. März 1858 als Kompanieführer beim Landwehr-Bataillon seines Regiments kommandiert und am 5. August 1859 zum Kompaniechef ernannt. Unter Beförderung zum Major wurde Pannwitz am 3. April 1866 zum Stab des 2. Westfälischen Infanterie-Regiments Nr. 15 (Prinz Friedrich der Niederlande) versetzt und war für die Dauer der Mobilmachung anlässlich des Deutschen Krieges Kommandeur des Landwehr-Bataillons Essen. Nach dem Krieg wurde er am 2. Oktober 1866 zum Kommandeur des II. Bataillons in Minden ernannt, dass er als Oberstleutnant 1870/71 im Krieg gegen Frankreich bei Colombey, Gravelotte, Mercy-le-Haut, Ormancy, Marnay, Byans und Vorges sowie vor Metz und Salins führte. Bei der Einnahme des Ortes Jussy wurde Pannwitz im Häuserkampf durch Prellschüsse am Arm und im Leberbereich verwundet.
Pannwitz wurde mit beiden Klassen des Eisernen Kreuzes, dem Ehrenkreuz II. Klasse des Lippischen Hausordens mit Schwertern sowie der Militär-Verdienstmedaille ausgezeichnet und nach dem Friedensschluss am 4. November 1871 als Kommandeur in das 1. Westpreußischen Grenadier-Regiments Nr. 6 versetzt und am 18. Januar 1872 zum Oberst befördert. Anlässlich der 100-Jahr-Feier seines Regiments erhielt er am 27. März 1873 den Roten Adlerorden III. Klasse mit Schwertern am Ringe. In Genehmigung seines Abschiedsgesuches wurde er am 15. Juni 1875 mit dem Charakter als Generalmajor und Pension zur Disposition gestellt. Er starb am 9. März 1892 in Ohlau.

### Familie
Pannwitz heiratete am 25. September 1858 in Breslau Anna Chorus (1834–1919). Aus der Ehe gingen Johanna (1860–1863), Erwin (1864–1865), Eva (1865–1917), Gertrud (* 1869) sowie drei weitere Kinder hervor.